# Jüdische Gemeinde Neufchâteau
Eine Jüdische Gemeinde in Neufchâteau, einer französischen Stadt im Département Vosges in Lothringen, bestand spätestens seit dem 18. Jahrhundert.

## Geschichte
Neufchâteau hatte im 19. Jahrhundert und bis zum Zweiten Weltkrieg eine große jüdische Gemeinde. Die 1805 erbaute  Synagoge wurde wieder aufgegeben und der Gottesdienst fand in einem Privathaus statt. 

## Nationalsozialistische Verfolgung
Am 10. Februar 1943 wurde die jüdische Bevölkerung, darunter viele, die aus dem Elsass und Lothringen geflüchtet waren, im Camp d'Ecrouves (in der Nähe von Toul) interniert. Über das Lager Drancy wurden sie in die Vernichtungslager deportiert und ermordet.

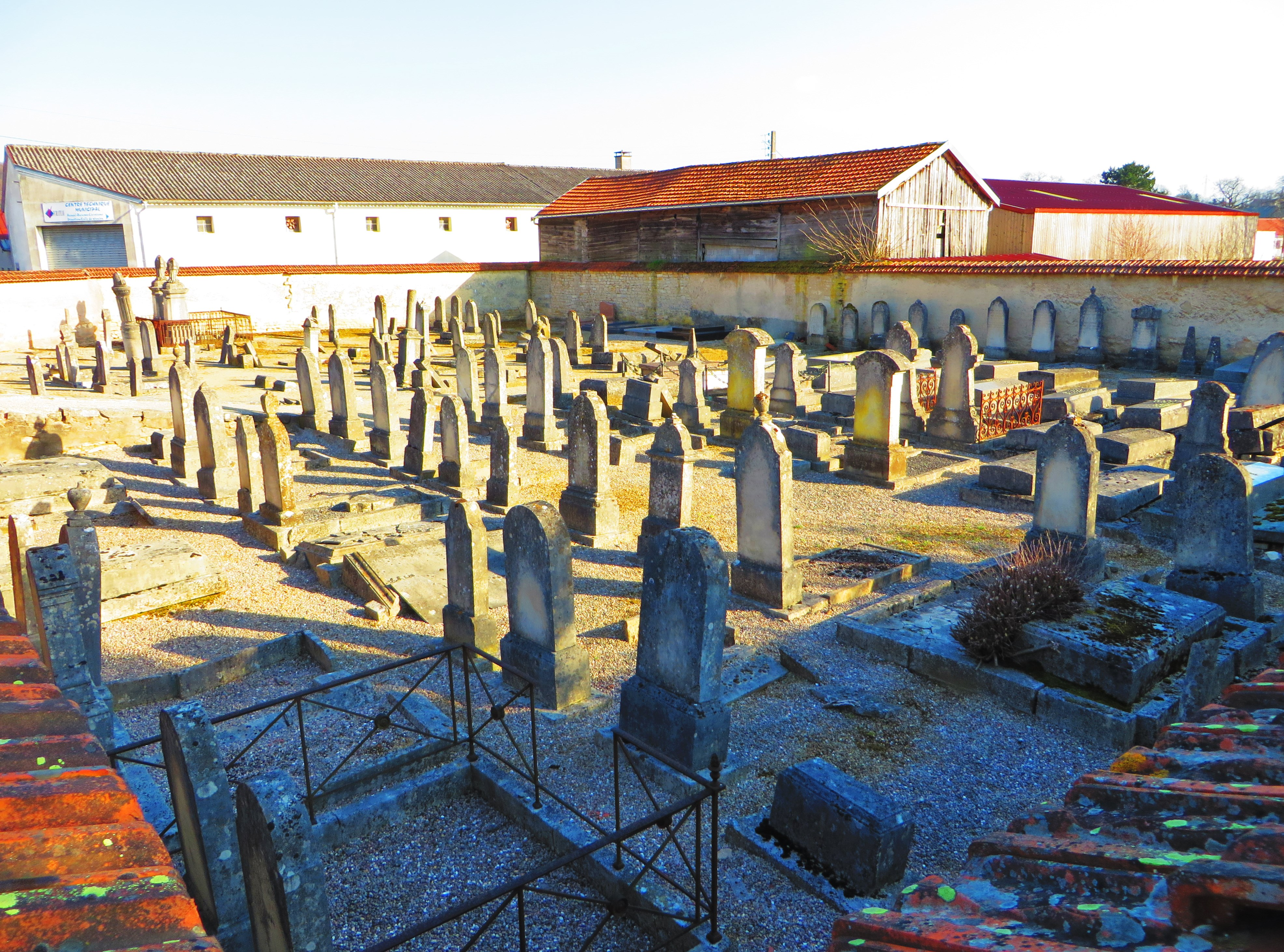
Jüdischer Friedhof Neufchâteau (2015)

## Friedhof
Der jüdische Friedhof in Neufchâteau befindet sich gegenüber dem kommunalen Friedhof von Neufchâteau.